# 杜光预
杜光预（1893年—1964年），男，奉天锦县人，中国东北地区军政界人物。中国民主同盟盟员。第三届全国政协委员。

## 生平
1893年生。奉天锦县白台村人。幼年就读私塾。1914年从奉天中学堂毕业，任锦县师范学校语文教员，北镇县两级小学校长。1918年考入北京大学，曾参与五四运动。1924年毕业后，在东北大学经济系任教。1925年1月进入镇威军任职（总司令张作霖）。
1949年加入中国民主同盟，历任民盟松哈支部主任委员、民盟黑龙江省支部主任委员、民盟黑龙江省第一、二、三届委员会主任委员、民盟中央委员会委员。1955年1月，当选为黑龙江省人民委员会委员、副省长兼司法厅长。
1964年5月2日在哈尔滨病逝。